# Prélude et fugue en mi bémol majeur (BWV 552)
Le Prélude et fugue en mi bémol majeur (BWV 552) est une œuvre pour orgue de Jean-Sébastien Bach.

## Origine
Ce prélude et fugue est issu de la messe luthérienne – troisième livre du Clavier-Übung. Le prélude correspond à l'entrée des fidèles, la fugue, à la sortie. Le troisième livre du Clavierübung a été édité par Bach en 1739 à Nuremberg. 

« Le grand recueil est encadré du prélude et de la triple fugue en mi bémol (III No. 1). Le prélude en mi bémol lui sert
d'introduction et doit dépeindre, avec ses rythmes solennels et ses harmonies ensoleillées, la majesté et la sérénité du Dieu éternel; la triple fugue clôt l'œuvre et rappelle encore une fois, par ses trois parties, que le dogme fondamental est celui de la Trinité. »

— Albert Schweitzer, Jean-Sebastien Bach, le musicien-poête, 1905, éd. Breitkopf & Härtel

## Prélude
Ce grand prélude (205 mesures) prend la forme d'un concerto grosso. Le prélude utilise trois thèmes reprenant la sainte trinité: le père, le fils et le saint esprit.
Le premier thème (le père) rappelle une ouverture à la française. Le second (le fils) est plus léger, le troisième (le saint esprit) est rapide et peut rappeler une fugue. Le prélude se termine par un da capo.

## Fugue
Comme pour le prélude, le chiffre 3 donne la structure de cette triple fugue.
La première fugue est à 5 voix, elle est écrite pour les plein-jeux. Le sujet principal est lent et évoque l'intemporalité divine.
La deuxième fugue est vive, à quatre voix. Le thème principal de la première fugue y apparaît.
La troisième fugue est de nouveau à cinq voix et reprend les thèmes des 2 premières. Elle est une synthèse triomphale du prélude et fugue mais aussi du troisième livre du Clavierübung.

## Transcriptions
- 1813 : Vincent Novello et Samuel Wesley, transcription pour piano à quatre mains.
- avant 1856 : Franz Xaver Gleichauf, transcription pour piano à quatre mains (Éd. Peters).
- 1890 : Ferruccio Busoni, transcription pour piano (BK 22)[1].
- 1895 : Max Reger, transcription pour piano à quatre mains (éd. Schott Music)[2]
- 1914 : Leonard Borwick, transcription pour piano (Éd. Augener).
- 1928 : Arnold Schönberg, orchestration. Lors de la première le 10 novembre 1929 à Berlin, Wilhelm Furtwängler dirige l'Orchestre philharmonique de Berlin.
- 1930 : Otto Singer, transcription pour deux pianos (Éd. Steingräber).
- 1943 : Christopher Le Fleming, transcription pour deux pianos (Éd. Chester).
- 1985 : Bernhard Kistler-Liebendorfer, transcription pour piano (Éd. Linos. Brüssel).
- 2018 : Olivier Fortin et Emmanuel Frankenberg, transcription pour deux clavecins (Alpha 572)